# Anni B Sweet
Anni B Sweet, née Ana López Rodriguez à Fuengirola (Province de Malaga, Andalousie) en 1987 est une autrice-compositrice-interprète espagnole.
Elle compose des chansons depuis l’âge de 7 ans et s’est produite dans de nombreux groupes depuis son adolescence. En 2007, Anni B Sweet commence une carrière solo et son succès public grandit, notamment à travers internet et sa page MySpace. Elle chante ses chansons en anglais après avoir suivi son parcours scolaire dans des établissements britanniques
En 2008, elle signe sur le plus important label indépendant en Espagne, Subterfuge Records, avec lequel elle publie son premier album, Start, restart, Undo. Anni B Sweet se produit en juillet 2009 au Festival international de Benicasim avant la sortie de son disque, puis entame une longue tournée à travers l’Espagne et plusieurs pays européens.
Sa reprise acoustique du tube mondial des années 1980 du groupe norvégien a-ha, Take on Me, rencontre un important succès et a été utilisée pour une publicité télévisée d’une grande chaine de restauration rapide. Anni B Sweet a été élue Artiste « sensation » de l’année 2009 par El País online.